# WiIlliam Halsall
William Formby Halsall (Kirkdale, Inglaterra, 1841 — 1919) foi um pintor nascido na Inglaterra que viveu em Provincetown, Massachussets, nos Estados Unidos.
Halsall foi educado em Boston, Massachusetts e trabalhou como um vendedor por sete anos entre 1852 até 1859. Em 1860, ele foi estudar pintura. Durante a Guerra Civil Americana ele foi alistado para o exército norte-americano. Ele continuou o trabalho depois de dois anos de serviço.
Em 1862, Halsall passou a realizar pinturas com temas marítmos e estudou no Lowell Institute em Boston até 1870. Hallsall também foi membro fundador da Associação de Arte de Provincetwon em 1914.